# Возниці
Возниці (пол. Woźnice, нім. Wosnitzen; 1938-45: Julienhöfen) — село в Польщі, у гміні Міколайки Мронґовського повіту Вармінсько-Мазурського воєводства.
Населення — 847 осіб (2011).

## Демографія
Демографічна структура станом на 31 березня 2011 року:
|          | Загалом | Допрацездатний вік | Працездатний вік | Постпрацездатний вік |
| -------- | ------- | ------------------ | ---------------- | -------------------- |
| Чоловіки | 437     | 96                 | 306              | 35                   |
| Жінки    | 410     | 85                 | 246              | 79                   |
| Разом    | 847     | 181                | 552              | 114                  |